# Міс США 2006
Міс США 2006 — 55-й конкурс краси Міс США який проводився в Royal Farms Arena, Балтімор, штат Меріленд 21 квітня 2006 року. Переможницею стала Тара Коннер володарка титулу Міс Кентуккі.
Другий рік проводиться в місті Балтимор, конкурс проводився в Royal Farms Arena. Учасниці почали прибувати з 2 квітня 2006 року і брати участь у заході за три тижні до конкурсу. Включаючи подорож в Нью-Йорк для участі в презентації книг The Miss Universe Guide to Beauty і виступ на Regis and Kathy, The Early Show і Total Request Live.
Ведучими конкурсу краси були — Ендрю Джон Лечі і Ненсі О'Делл (вела конкурс краси у 2004 і 2005 роках). Коментував Карсон Кресслі зірка серіалу Натурал очима гея. Спеціальним гостем був гурт East Village Opera Company.
Фінал транслювався телеканалом NBC, кількість глядачів склало 7,77 млн, це друга, найнижча кількість глядачів.

## Судді
Два склади суддів: перший для попереднього конкурсу (що відбувся 14 квітня), а другий склад для фіналу (21 квітня).

## Результати
| Фінальні результати | Учасниця |

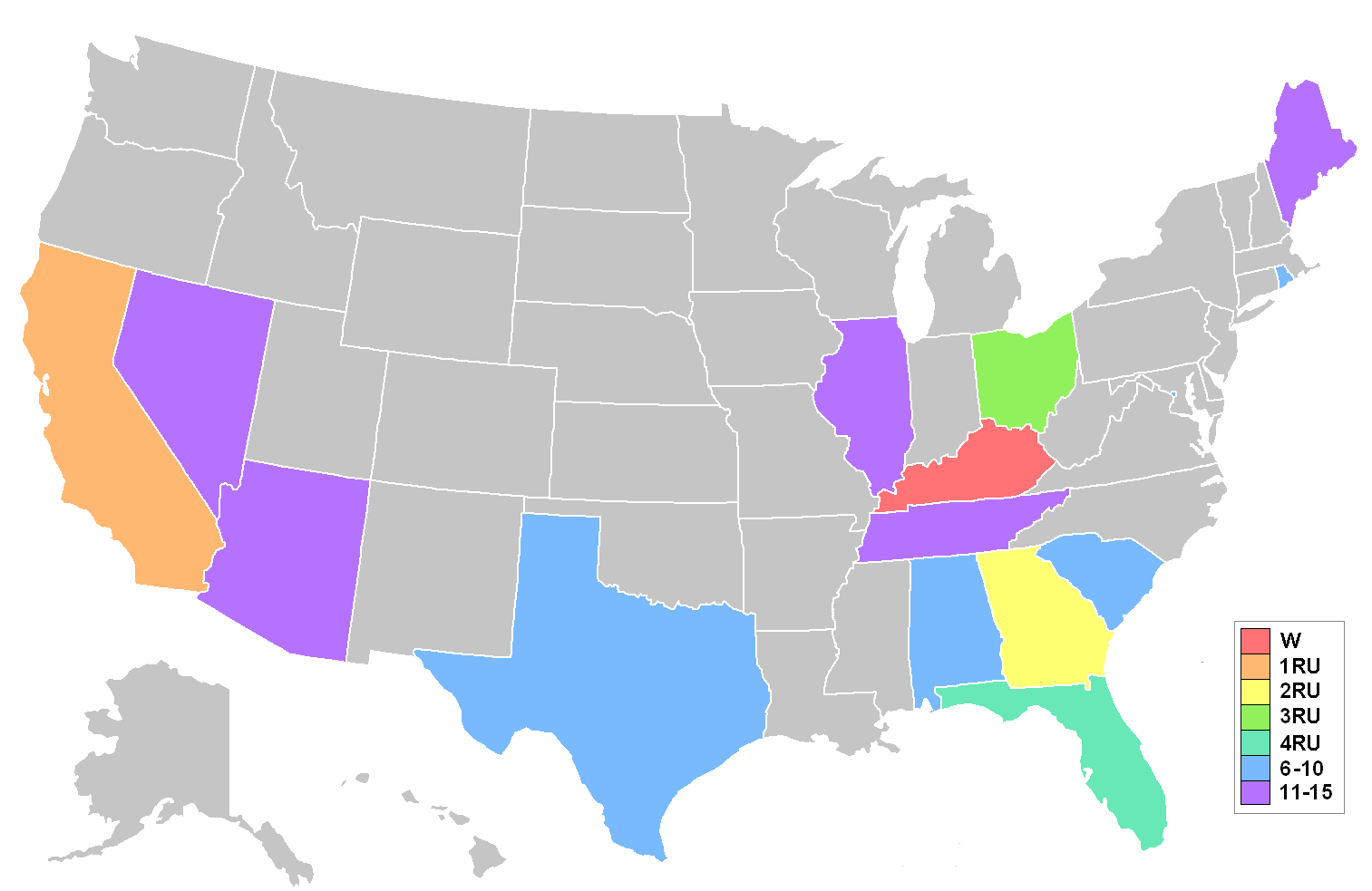
Карта США, показує штати-учасниці фіналу Міс США 2006

| Міс США 2006        | - [[Файл:Шаблон:Прапор Кентукки\|20x13px\|Кентукки]] [[Шаблон:Назва країни Кентукки]] — Тара Коннер |
| 1-ша Віцеміс        | - [[Файл:Шаблон:Прапор Калифорния\|20x13px\|Калифорния]] [[Шаблон:Назва країни Калифорния]] — Таміко Неш |
| 2-га Віцеміс        | - [[Файл:Шаблон:Прапор Джорджия\|20x13px\|Джорджия]] [[Шаблон:Назва країни Джорджия]] — Ліза Вілсон |
| 3-тя Віцеміс        | - Огайо — Стейсі Оффенберг |
| 4-та Віцеміс        | - Флорида — Крістін Дюрен |
| Топ 10              | - Алабама — Хелі Стідем - [[Файл:Шаблон:Прапор Округ Колумбия\|20x13px\|Округ Колумбия]] [[Шаблон:Назва країни Округ Колумбия]] — Кендес Аллен - Род-Айленд — Ліенн Тінглі - [[Файл:Шаблон:Прапор Южная Каролина\|20x13px\|Южная Каролина]] [[Шаблон:Назва країни Южная Каролина]] — Лесі Лібранд - Техас — Лорен Леннінг                         |
| Топ 15              | - Аризона — Бренна Сакас - [[Файл:Шаблон:Прапор Иллинойс\|20x13px\|Иллинойс]] [[Шаблон:Назва країни Иллинойс]] — Кетрін Ворен - [[Файл:Шаблон:Прапор Мэн\|20x13px\|Мэн]] [[Шаблон:Назва країни Мэн]] — Кеті Стернс - Невада — Лорен Сайферс - [[Файл:Шаблон:Прапор Теннесси\|20x13px\|Теннесси]] [[Шаблон:Назва країни Теннесси]] — Лорен Гріссом |

### Спеціальні нагороди
| Award               | Contestant                                                                                             |
| Міс Конгеніальність | - [[Файл:Шаблон:Прапор Миннесота\|20x13px\|Миннесота]] [[Шаблон:Назва країни Миннесота]] — Дотті Кенон |
| Міс Фотогенічність  | - Флорида — Крістін Дюрен                                                                              |

## Спеціальний попередній конкурс

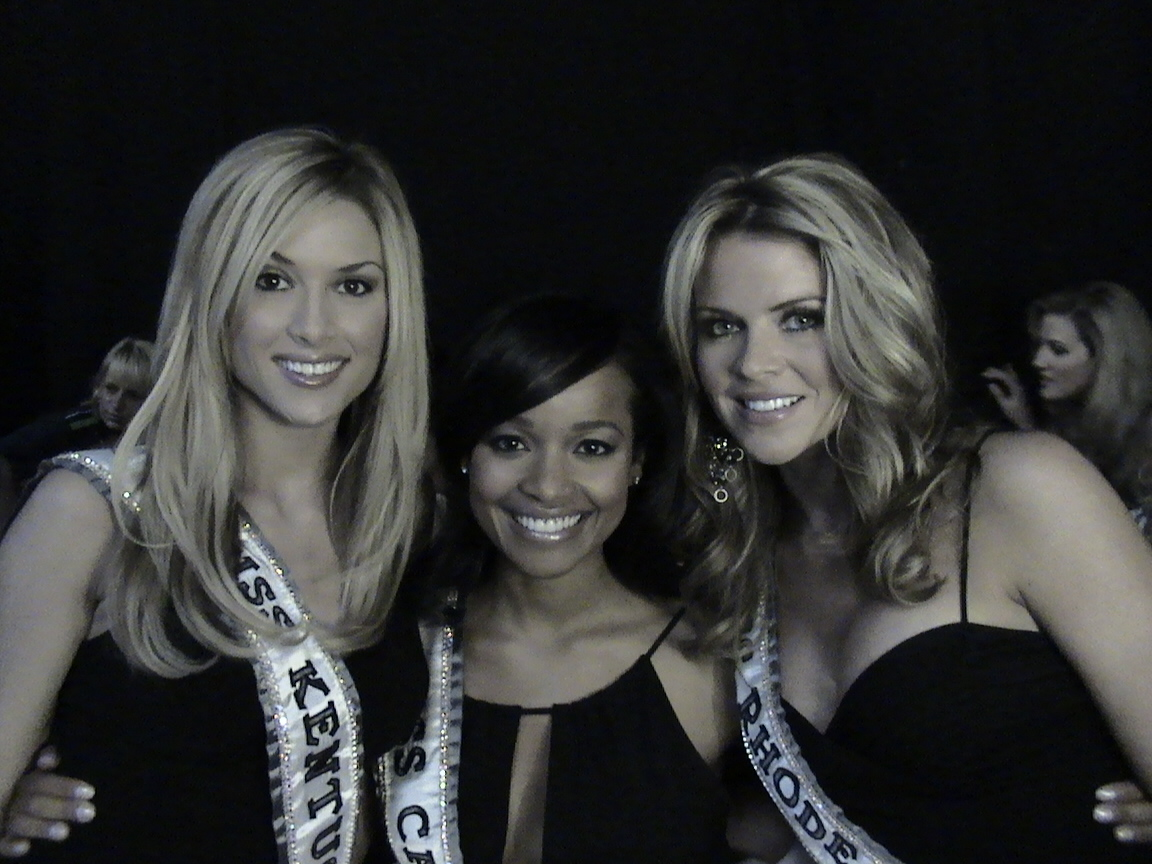
Тара Коннер, Таміко Неш і Ліенн Тінглі за лаштунками під час запису Deal or No Deal

## Виноски
1. ↑  White, Tanika (22 квітня 2007). Pageant brings glamor to city - and a crown for Kentuckian. The Baltimore Sun.
2. ↑  Miss Kentucky crowned Miss USA, will compete in Miss Universe. Associated Press. 22 квітня 2006.
3. ↑  Baltimore to host 2006 Miss USA pageant. Associated Press. 22 листопада 2005.
4. ↑  White, Tanika (2 квітня 2006). Miss USA charms city, again: Contestants arrive today as pageant returns to Baltimore in a bigger venue. The Baltimore Sun.
5. ↑  Arterbery, Andrea (21 квітня 2006). New book provides universal guide to beauty. Women's Wear Daily. с. 10.
6. ↑  White, Tanika (17 квітня 2006). Taking their charm to the Big Apple: Miss USA hopefuls' star-studded trip includes meeting Trump. The Baltimore Sun.
7. ↑  Lachey to co-host Miss USA pageant in Baltimore. Associated Press. 24 березня 2006.
8. ↑  Burris, Joe (25 квітня 2006). Fewer viewers, but young watch pageant. The Baltimore Sun.